# Fumaria officinalis subsp. wirtgenii
Fumaria officinalis subsp. wirtgenii é uma subespécie de planta com flor pertencente à família Papaveraceae. Pertence ao tipo fisionómico das plantas terófitas.
A autoridade científica da subespécie é (Koch) Arcang., tendo sido publicada em Compendio della Flora Italiana 27. 1882.

## Nomes comuns
Dá pelos seguintes nomes comuns: fumária, erva-molarinha (não confundir com a Fumaria capreolata, que com ela partilha este nome), erva-moleirinha, moleirinha,  erva-pombinha (não confundir com as espécies Aquilegia vulgaris e Corrigiola littoralis, que com ela partilham este nome), canitos-béu-béu e pé-de-perdiz.

## Portugal
Trata-se de uma subespécie presente no território português, nomeadamente em Portugal Continental.
Em termos de naturalidade é nativa da região atrás indicada.

## Protecção
Não se encontra protegida por legislação portuguesa ou da Comunidade Europeia.